# Яровая, Виктория Викторовна
Виктория Викторовна Яровая — российская оперная певица (меццо-сопрано), ведущая солистка московского театра «Новая Опера», одна из ярких исполнительниц своего поколения, представляющая школу бельканто в России и за рубежом.

## Биография
Родилась в Москве. До 13 лет пела в Большом детском хоре Центрального телевидения и Всесоюзного радио под руководством Виктора Сергеевича Попова. Училась в детской музыкальной школе по классу фортепиано. Играла фортепианные концерты с оркестром, участвовала в юношеских фестивалях и конкурсах. Была стипендиатом благотворительного фонда «Новые имена».
Поступила в Музыкальное училище при Московской государственной консерватории им. П. И. Чайковского. На третьем курсе училища стала параллельно заниматься с частными педагогами вокалом.
В 2007—2008 годах обучалась в Центре оперного пения Галины Вишневской. Участвовала в мастер-классах Риккардо Мути, Мауро Тромбетты, Мими Курци (Mimi Coertse), Ирины Богачёвой.
В 2009 году совершенствовала вокальное мастерство в школе пения «Accademia Rossiniana» под руководством маэстро Альберто Дзедды (Alberto Zedda) (г. Пезаро, Италия) и приняла участие в постановке оперы Дж. Россини «Путешествие в Реймс» (Маркиза Мелибея). В 2009 году совместно с Fondazione Pergolesi Spontini исполнила партию Розины «Севильский цирюльник» в различных оперных домах Италии. В том же году дебютировала в театре «Новая Опера» в спектакле «Царская невеста» Н. А. Римского-Корсакова (партия Дуняши).
Виктория Яровая — приглашенная солистка европейских театров, среди которых: Театр Сан-Карло в Неаполе, Опера Флоренции, Театр Сочиале в Комо, Театр Фраскини в Павии, Театр Петруццелли в Бари, Большой театр в Брешии, Театр Понкьелли в Кремоне (все — Италия); Опера Руана, Опера Лилля, Театр Капитоль в Тулузе, Опера Ренна, Опера Марселя, Опера Дижона (все — Франция); Театр ан дер Вин (Австрия), Большой театр Люксембурга, Шотландская опера в Глазго, Финская национальная опера, Фламандская опера (Бельгия), Государственный театр на Гертнерплатц в Мюнхене (Германия). Приглашенная солистка Муниципального театра в Сантьяго (Чилийская национальная опера), где в 2018 году состоялся южноамериканский дебют певицы в опере «Севильский цирюльник» Дж. Россини (партия Розины).
Виктория Яровая — участница престижных оперных фестивалей, таких как: Оперный фестиваль Россини в Пезаро (Италия), Глайндборнский оперный фестиваль, где исполнила партии в операх Джоаккино Россини «Золушка», Антонина Дворжака «Русалка», а также в опере Энгельберта Хумпердинка «Гензель и Гретель», оперный фестиваль «Россини в Вильдбаде» (Германия), Международный оперный фестиваль имени Ф. И. Шаляпина (г. Казань). Также принимала участие в Международном музыкальном фестивале имени С. В. Рахманинова (г. Тамбов) и VII Международном оперном фестивале «Парад звезд в Оперном» (г. Красноярск).
Виктория Яровая была номинирована на премию Джона Кристи (премия учреждена Глайндборнским оперным фестивалем). В декабре 2013 года состоялось выступление певицы на сцене Концертного зала имени П. И. Чайковского с камерным оркестром Musica Viva под управлением Александра Рудина, где прозвучали «Магнификат» И. С. Баха и Симфония-кантата № 2 «Хвалебная песнь» Ф. Мендельсона-Бартольди. В феврале 2014 года на сцене Большого зала Московской государственной консерватории имени П. И. Чайковского певица принимала участие в исполнении Реквиема А. Дворжака с Российским национальным оркестром под управлением Михаила Плетнёва. В мае 2016 года состоялся сольный концерт в Театре Капитоль (Тулуза, Франция). В апреле 2017 года состоялся большой сольный концерт певицы с оркестром театра Новая опера, в котором прозвучали сочинения Моцарта, Беллини и Россини. В мае 2017 года прошли сольные концерты Виктории Яровой в оперных театрах Антверпена и Гента (Бельгия). В октябре 2018 года состоялось выступление певицы с Камерным хором Московской консерватории под руководством профессора Александра Соловьёва в Большом зале Московской консерватории, где прозвучала Маленькая торжественная месса Дж. Россини; на сцене театра Новая Опера певица принимала участие в гала-концерте на церемонии награждения российской оперной премией Casta diva.
Работала с известными дирижёрами, такими как: Лучано Акочелла, Джампаоло Бизанти, Марко Боэми, Альберто Дзедда, сэр Эндрю Дэвис, Джеймс Гаффиган, Бруно Кампанелла, Джанлука Капуано, Уильям Лейси, Алессандро де Марки, Энрике Маццола, Кирилл Петренко, Йоргос Петру, Михаил Плетнёв, Хосе Мигель Перес-Сьерра, Донато Ренцетти, Александр Рудин, Коррадо Роварис, Роберто Рицци Бриньоли, Геннадий Рождественский, Джакомо Сагрипанти, Василий Синайский, Антонино Фольяни, Дмитрий Юровский.
География гастрольной деятельности певицы: Австрия, Англия, Белоруссия, Бельгия, Германия, Италия, Люксембург, Нидерланды, Франция, Финляндия, Чили и Шотландия.

## Партии в спектаклях театра «Новая Опера»
Партии в спектаклях театра:
- Ольга — «Евгений Онегин» П. И. Чайковского
- Золушка — «Золушка» Дж. Россини
- Розина — «Севильский цирюльник» Дж. Россини
- Фенена — «Набукко» Дж. Верди
- Сузуки — «Мадам Баттерфляй» Дж. Пуччини
- Весна — «Снегурочка» Н. А. Римского-Корсакова
- Дуняша — «Царская невеста» Н. А. Римского-Корсакова
- Лаура — «Иоланта» П. И. Чайковского
- Дороти Бёрк, Дидона — «DIDO» М. Наймана и Г. Пёрселла
- Кошка, Белка — «Дитя и волшебство» М. Равеля
- Стефано — «Ромео и Джульетта» Ш. Гуно
- Инес — «Трубадур» Дж. Верди, концертное исполнение
- Ромео — «Капулетти и Монтекки» В. Беллини, концертное исполнение
- Госпожа Райх — «Виндзорские проказницы» О. Николаи, концертное исполнение

Партии в постановках:'
- «Мария Каллас» (музыкальное приношение),
- «Десять сопрано Новой Оперы» (гала-концерт),
- Приношение Евгению Колобову (концерт),
- «Opera&Jazz» (новогоднее шоу),
- «Сказки старой бабушки» (интерактивный спектакль для детей на музыку циклов «Детская» и «Картинки с выставки» М. П. Мусоргского),
- «Иоганн Штраус, король вальсов» (гала-концерт),
- «Россини» (музыкальный дивертисмент).

## Оперная дискография
- Дж. Россини «Деметрио и Полибио» (DVD, Blu-ray, Unitel Classica) — Сивено / Оперный фестиваль Россини в Пезаро (Италия, 2010)
- Дж. Россини «Бьянка и Фальеро» (СD, Naxos) — Фальеро / оперный фестиваль «Россини в Вильдбаде» (Германия, 2015) Архивная копия от 4 мая 2019 на Wayback Machine
- Дж. Россини «Деметрио и Полибио» (СD, Naxos) — Сивено / оперный фестиваль «Россини в Вильдбаде» (Германия, 2016) Архивная копия от 13 августа 2020 на Wayback Machine
- Дж. Россини «Магомет Второй» (СD, Naxos) — Кальбо / оперный фестиваль «Россини в Вильдбаде» (Германия, 2017) Архивная копия от 15 октября 2018 на Wayback Machine
- Дж. Россини «Риччардо и Зораида» (DVD, Blu-ray, C-major) — Зомира / Оперный фестиваль Россини в Пезаро (Италия, 2018)

## Фильмография
- Дж. Россини. «Золушка». Постановка театра «Новая Опера». Режиссёр телеверсии С. Сидоренко. По заказу Правительства Москвы. 2012.

## Звания и призы
- лауреат 50-го юбилейного Международного вокального конкурса им. Франсиско Виньяса (специальный приз Мерседес Виньяс, г. Барселона, 2013)
- дипломант Международного конкурса итальянской оперы Сompetizione dell’Opera (г. Минск, 2012)

## Оперный репертуар
- Винченцо Беллини «Норма» Адальджиза
- Винченцо Беллини «Капулети и Монтекки» Ромео Архивная копия от 13 марта 2020 на Wayback Machine
- Жорж Бизе «Кармен» Кармен
- Антонин Дворжак «Русалка» Вторая Нимфа
- Шарль Гуно «Фауст» Зибель
- Шарль Гуно «Ромео и Джульетта» Стефано
- Георг Фридрих Гендель «Семела» Юнона
- Энгельберт Хумпердинк «Гензель и Гретель» Гензель
- Вольфганг Амадей Моцарт «Так поступают все» Дорабелла
- Майкл Найман «Дидона. Пролог» Дороти Бёрк
- Джакомо Пуччини «Мадам Баттерфляй» Сузуки Архивная копия от 14 марта 2020 на Wayback Machine
- Генри Пёрселл «Дидона и Эней» Дидона
- Морис Равель «Дитя и волшебство» Кошка, Белка
- Николай Римский-Косаков «Садко» Любава
- Николай Римский-Косаков «Снегурочка» Весна
- Николай Римский-Косаков «Царская невеста» Дуняша
- Николай Римский-Косаков «Царская невеста» Любаша
- Петр Чайковский «Евгений Онегин» Ольга
- Петр Чайковский «Пиковая дама» Полина
- Петр Чайковский «Иоланта» Лаура
- Джузеппе Верди «Риголетто» Маддалена
- Джузеппе Верди «Трубадур» Инес
- Джузеппе Верди «Набукко» Фенена

## Россиниевский репертуар
- Джоаккино Россини «Путешествие в Реймс» Маркиза Мелибея/Маддалена
- Джоаккино Россини «Севильский цирюльник» Розина
- Джоаккино Россини «Золушка» Анжелина/Тисба
- Джоаккино Россини «Итальянка в Алжире» Изабелла/Зульма Архивная копия от 13 марта 2020 на Wayback Machine
- Джоаккино Россини «Деметрий и Полибий» Сивено Архивная копия от 11 марта 2020 на Wayback Machine
- Джоаккино Россини «Случай делает вором» Эрнестина
- Джоаккино Россини «Бьянка и Фальеро» Фальеро Архивная копия от 13 марта 2020 на Wayback Machine
- Джоаккино Россини «Танкред» Танкред/Изаура Архивная копия от 11 марта 2020 на Wayback Machine
- Джоаккино Россини «Семирамида» Арзаче Архивная копия от 13 марта 2020 на Wayback Machine
- Джоаккино Россини «Сорока воровка» Пиппо
- Джоаккино Россини «Магомет Второй» Кальбо
- Джоаккино Россини «Риччардо и Зораида» Зомира Архивная копия от 14 марта 2020 на Wayback Machine
- Джоаккино Россини «Матильда ди Шабран» Эдоардо

## Концертный репертуар
- Иоганн Себастьян Бах «Магнификат»
- Феликс Мендельсон-Бартольди «Хвалебная песнь»
- Антонин Дворжак «Реквием»
- Вольфганг Амадей Моцарт «Месса» c-moll
- Вольфганг Амадей Моцарт «Реквием»
- Джоаккино Россини «Messa di Gloria»
- Джоаккино Россини «Le Petite Messe Solennelle» Архивная копия от 14 марта 2020 на Wayback Machine
- Джоаккино Россини «Stabat Mater»
- Джоаккино Россини «La Riconoscenza»
- Джоаккино Россини «Giovanna d’Arco»

## Зарубежная критика
La Cenerentola, Scottish Opera, October 2014
«Victoria Yarovaya is terrific as Cenerentola, with a velvet low register and dazzling coloratura to boot. It’s worth sitting through this production for her final scene alone.»
(Kate Molleson, The Guardian)
«The best voice on stage, by a mile, is that of young Russian mezzo Victoria Yarovaya in the title role, and she is undoubtedly a talent to watch.»
(Keith Bruce, The Herald Scotland)
«Victoria Yarovaya was quite magnificent as Angelina (La Cenerentola), soaring from sobbing sadness to the heights of coloratura contralto as the day arrived when her prince did come.»
(Tom Kyle, Scottish Daily Mail)
«Even the evening’s lone star, the Russian mezzo-soprano Victoria Yarovaya in the title role, is herself transformed from this point on. She fires off glowing roulades in the finale, having opened the evening a little cautiously. Yet, right from the start her velvety tone goes well with the character’s melancholy, and she is undoubtedly a name to watch».
(John Allison, The Telegraph)
«First and most crucially there seems to be only one singer on stage with anything like the vocal power and technique to ping Rossini’s quicksilver coloratura to the back of the dress circle — and that is the young Russian mezzo Victoria Yarovaya in the title role. After a slightly untuneful start, she gets better and better, culminating with a storming number at the final curtain. And her transformation from downtrodden Cinders to radiant princess is joyously managed.»
(Richard Morrison, The Times)
«Her performance accurately tracked the development of the character she was portraying, blossoming in the finale with a knock-out account of Rossini’s demanding climactic aria.»
(Andrew Clark, Opera Magazine)
Nabucco (Fenena), Opera de Lille, May 2018
«The velvety voice of Victoria Yarovaya (Fenena) counterbalancing perfectly»
(Yannick Boussaert, forumopera.com)
«Victoria Yarovaya holds Fenena a dramatic voice, who also knows how to be round and soft, to the acute expressive».
(Damien Dutilleul, olyrix.com)
«The prayer of the last act confirms the qualities of the racy mezzo Victoria Yarovaya».
(Didier Van Moere, diapasonmag.fr)
«La Fenena de Victoria Yarovaya, seule mezzo de la distribution, aux graves soutenus avec des aigus aisés, donne toute la douceur requise à la cavatine comme la violence passionnée, attendue».
(Albert Dacheux, classiquenews.com)
«A la Fenena de Victoria Yarovaya, voix tendre, passionnée, aux aigus veloutés et aux graves solides, ne manque que cette dimension tragique, tendue. Cette héroïne passionnée, violente, incandescente paraît un peu trop sage par rapport à son père et à Abigaille. La douceur de la cavatine et la prière sont des réussites».
(Yvan Beuvard, forumopera.com)
«Tout d’abord, nous saluerons… la magnifique Fenena de Victoria Yarovaya, bouleversante dans l scène finale de l’opéra».
(mane Blondeau, lephiltredisolde.com)
Ricciardo e Zoraide (Zomira), Rossini Opera Festival, Pesaro, August 2018
"… Victoria Yarovaya ne trae invece ottimo partito con delle difficili variazioni che specie nella ripresa ampliano non poco le arcate vocali delle frasi musicali attendo molti applausi. La sua voce in tutti gli altri interventi nei numerosi ensemble è alquanto uniforme con accenti sensibili e drammatici… «.
(Fabio Tranchida, Il trillo parlante)
»… Zomira, Victoria Yarovaya, dimostra autorità e stile anche nell’impegno tutt’altro che trascurabile della sua aria «Più non sente quest’alma dolente», tributo magari poco appariscente, ma complesso e sofisticato, al talento della prima interprete Rosamunda Pisaroni: i trilli sono adeguatamente risolti, e così il fraseggio anche in una tessitura e in un’articolazione per nulla agevoli e che impongono, talora, un incedere un po' prudente… "
(Roberta Pedrotti, L’Ape Musicale)
«Notevolissima è la Zomira di Victoria Yarovaya; è interprete di forte temperamento e cesella in maniera appropriata la sua Aria, „Più non sente quest’alma dolente“, conferendo travolgente impatto teatrale al suo personaggio, a metà strada tra la disprezzata Ottavia monteverdiana e la più vendicativa Astrifiammante mozartiana»
(Giuseppe Montemagno, Connessi all’Opera)
Il Barbiere di Siviglia (Rosina), Teatro Municipal, Santiago, September, 2018
«A la cabeza del elenco internacional se sitúa la mezzosoprano rusa Victoria Yarovaya como Rosina. Posee una voz de timbre noble y bello color, de volumen generoso y tono expresivo, y se desenvuelve con soltura y comodidad, tanto en lo musical como actoral».
(José Luis Arredondo, tuiteroscultura.com)
Victoria Yarovaya was a great Rossina, voice generous, extensive logging, with beautiful coloraturas, took actoralmente with poise your Rosina, who was from the naïve to the woman firm that does not submit to your tutor, passing by the sympathetically cunning to achieve his ends.
(Gilberto Ponce Vera, www.visionescriticas.cl)
«Pleasant surprise was Victoria Yarovaya as a nice Rosina and brimming of personality, with a timbre of velvety, corporeal and homogeneous mezzo»
(Claudia Ramirez, culto.latercera.com)
«The mezzo-soprano Victoria Yarovaya was Rosina with breathtaking coloratura, voice warm and large, and elegant line of singing»
(Gilberto Ponce Vera, El Mercurio)
«Yarovaya es una mezzo ideal para Rossini: su hermosa voz, cálida y de generoso volumen, destaca especialmente en los tonos medios y graves, ha desarrollado muy bien su capacidad para el canto ágil y ligero que exigen habitualmente las partituras del autor -la coloratura- y por si fuera poco, en lo actoral es una Rosina pizpireta y adorable.»
(Joel Poblete, cooperativa.cl)